# Pero me aburro (canción)
«Pero me aburro» es una canción de la banda de punk española «Kaka de Luxe». Es la tercera canción de su único álbum, «Las canciones malditas», editado en 1983 cuando ya se había disuelto el grupo. Se trata de un tema que no aparece en sus anteriores EP.

## Discos en los que aparece
- Las canciones malditas (El Fantasma del Paraíso, 1983) Vinilo LP. Pista 3A.[1]
- Las canciones malditas (Chapa Discos, 1994) Reedición CD. Pista 3.[2]
- Las canciones malditas (Zafiro, 1997) Reedición CD. Pista 3.[3]
- Lo mejor de la edad de oro del pop español. Kaka de Luxe (Zafiro, 2001) CD. Pista 6.[4]
- La edad de oro del pop español (11) (CD, DRO EastWest S.A., 2002) CD. Pista 10.[5]